# ستيفان دوبويه
ستيفان دوبويه هو فنان ماكياج كندي، ولد في 1959 في مونتريال في كندا.

## وصلات خارجية
- ستيفان دوبويه على موقع IMDb (الإنجليزية)
- ستيفان دوبويه على موقع قاعدة بيانات الفيلم (الإنجليزية)